# Thana Alexa
Thana Alexa (nombre de pila Thana Alexa Pavelić; 19 de marzo de 1987) es una vocalista, compositora, arreglista y productora estadounidense conocida por emplear su voz para el canto lírico y así mismo como instrumento experimental. Su música original incorpora sobretonos típicos del future soul y del Ethno jazz. Su uso de la música electrónica, bucles, sonidos atmosféricos y texturas vocales conducen a unsonido híbrido que es únicamente personal y que desafía la clasificación.

## Biografía

### Primeros años
Nacida en Nueva York de padres croatas, el interés por la música de Alexa comenzó a la edad de tres años cuando desapareció de una fiesta de cumpleaños y fue descubierta en el sótano tocando melodías de canciones sencillas en un piano de juguete. Sus padres buscaron la forma de alimentar su precoz talento matriculándola en una escuela de música local, de la cual fueron prácticamente rechazados debido a la edad de Alexa. Tras un poco de persuasión, la directora de la escuela accedió a escuchar una interpretación de Alexa al piano. Quedó impresionada y sugirió incluirla en una clase de piano para principiantes. Para sorpresa de los alumnos implicados, rechazó la propuesta y declaró que prefería tocar el violín. Debido a su edad y al tamaño de sus manos, tuvo que esperar un año para comenzar con las lecciones de violín. Aunque ya comenzó a cantar durante este periodo, creía que el violín era su instrumento primario y consideró seguir una carrera de instrumentista como vocación.
Tras la escuela primaria, la familia de alexa retornó a Croacia. Comenzó a cantar canciones en inglés como forma de mantener su conexión con su lengua materna y su infancia en los Estados Unidos. En Zagreb, Alexa encontró la Academia de Rock donde estudió  jazz, blues y soul, y progresivamente fue desplazando su interés del violín. Una oportunidad de encontrarse con el vibracionista y propietario de un club Boško Petrović inspiró al veterano músico para actuar como su mentor. Comenzó a asistir a talleres de jazz locales y actuar profesionalmente en su club de jazz y en festivales locales.
Alexa asistió a clases de psicología en la Universidad del Nordeste durante un año  antes de pasarse a la  New School de Nueva Yor donde se graduó como vocalista de Jazz, y en psicología en el Eugene Lang College de la misma institución. Ella menciona al percusionista Bernard Purdie como su mentor durante este tiempo.

### Carrera musical
Como líder de banda, Alexa es más conocida como la formidable vocalista y compositora de su Álbum de 2015 "Ode to Heroes" Harmonia Mundi, actuando como saxofonista Donny McCaslin, percusionista  Antonio Sánchez y como bajista Scott Colley y Jorge Roeder.
Su nuevo álbum, ONA ("Ella" en croata), publicado el 27 de marzo de 2020, representa la preocupación personal de Alexa y su declaración de intenciones. Inspirado por su asistencia a la Marcha de las Mujeres en Washington de 2017 el álbum recibe influencias de la inspiración que obtiene de las experiencias de las mujeres en la sociedad moderna, comenzando por su familia hasta abarcar la sociedad como un todo. El álbum habla musicalmente sobre todas las facetas del ser mujer, transmitiendo un mensaje de fortaleza y empoderamiento.
La colaboración actual más importante de Alexa como acompañamiento ha sido con el quíntuple ganador del premio Grammy Antonio Sánchez, compositor de la banda sonora de  Birdman o (la inesperada virtud de la ignorancia) y baterista durante 20 años de Pat Metheny. Junto con su banda "Migration", ha grabado tres álbumes aclamados por la crítica: Lines in the Sand (CAM Jazz) con la actuación del saxofonista Chase Baird, el pianista John Escreet, y el bajista, Matt Brewer. New Life (CAM Jazz) and The Meridian Suite (CAM Jazz) con la actuación del saxofonista Seamus Blake, el pianista John Escreet, y el bajista Matt Brewer. También aparece en los álbumes del guitarrista Gene Ess Fractal Attraction (SIMP), Eternal Monolyth (SIMP), Absurdist Theatre (SIMP) y Apotheosis (SIMP), a los que contribuyó con música original y letras. Los dos primeros álbumes ganaron el SESAC Jazz Award en 2015 y 2016 respectively. Alexa también lha colaborado con el vibrafonista Christos Rafalides.

### Vida personal
Está casada con el baterista Antonio Sánchez.

## Docencia
Alexa ha impartido  clínicas y clases magistrales por todo el mundo en talleres, escuelas y universidades. También ha grabado videos institucionales en My Music Masterclass Inc

## Premios y reconocimientos
Por cuatro años consecutivos, Alexa ha aparecido en la votación de los críticos de Down Beat como Vocalista femenina emergente. She was runner-up in the 2014 Made in New York Jazz Competition. En 2011 fue la ganadora de la competición internacional de composición Alpe-Adria y fue nominada para la mejor composición de jazz en Premio Porin, La academia de música croata, un premio equivalente a los Grammy.
| Año  | Premio                                                        | Puesto        |
| ---- | ------------------------------------------------------------- | ------------- |
| 2019 | Down Beat Encuesta de la crítica a mejor vocalista emergente. | Nominada      |
| 2018 | Down Beat Encuesta de la crítica a mejor vocalista emergente. | Nominada      |
| 2017 | Down Beat Encuesta de la crítica a mejor vocalista emergente. | Nominada      |
| 2016 | Down Beat Encuesta de la crítica a mejor vocalista emergente. | Nominada      |
| 2014 | Competición de jazz Made in New York                          | subcampeona   |
| 2011 | Competición internacional de composición Jazzon Alpe-Adria    | Primer premio |
| 2011 | Premio Porin                                                  | Nominada      |

## Discografía

### Como líder
- Ode to Heroes (Jazz Village, 2015)[4][2]
- ONA (Autopublicación, 2020)

### Como invitada
Con Antonio Sánchez
- New Life (CAM Jazz, 2013)
- The Meridian Suite (CAM Jazz, 2015)[2][6]
- Lines in the Sand (CAM Jazz, 2018)[14]

Con Gene Ess
- Fractal Attraction (SIMP, 2013)[15]
- Eternal Monolith (SIMP, 2015)
- Absurdist Theatre (SIMP, 2016)[9]
- Apotheosis (SIMP, 2018)

Con otros
- Matija Dedic, Friends (Dallas, 2010)